# Liolaemus bisignatus
Liolaemus bisignatus este o specie de șopârle din genul Liolaemus, familia Tropiduridae, descrisă de Philippi 1860. Conform Catalogue of Life specia Liolaemus bisignatus nu are subspecii cunoscute.